# Bulldozer (gruppo musicale)
I Bulldozer sono un gruppo thrash metal/speed metal italiano fondato nel 1980 a Milano, scioltosi nell'81, riformato nel 1984, riscioltosi nel 1990 e riformatosi ancora nel 2008. Sono considerati uno dei gruppi metal italiani originari più importanti insieme a Schizo e Necrodeath.

## Storia

### Inizi
Nascono nel 1980 inizialmente come gruppo di cover Iron Maiden, Judas Priest, Motörhead e Black Sabbath, fondati dal bassista Dario Carria, dal chitarrista Andy Panigada e dal batterista Erminio Galli. Poco tempo dopo la band registra una demo di due canzoni (con l'aiuto di un cantante sconosciuto) che non verrà mai pubblicata. Tuttavia, a causa del servizio di leva militare obbligatoria, si sciolgono nel 1981.
Nel 1983, finito il servizio militare, alcune esperienze musicali portano Panigada ad incontrare il cantante Alberto Contini, in arte AC Wild, e presto i due si accorgono di avere gli stessi gusti musicali e decidono di fondare un gruppo. Nel febbraio del 1984 Andy viene contattato da Erminio e da Dario che gli propongono di riformare i Bulldozer, e il chitarrista presenta ai due Alberto: in questo modo il gruppo si riforma. I quattro registrano un 45 giri con due pezzi, Fallen Angel dove sono molto forti le influenze Venom, Motörhead e Slayer. Notati dalla casa discografica olandese Roadrunner nel novembre dello stesso anno firmano il contratto, divenendo il primo gruppo heavy metal italiano a firmare per un'etichetta straniera. Però l'importante risultato non si tradusse in una crescita di popolarità globale per una cattiva promozione dell'album da parte dell'etichetta (che lo pubblicò persino con una foto scartata dal book della band come copertina) e per il fatto che il frontman Alberto Contini era impossibilitato a lasciare il territorio italiano a causa del suo rifiuto di prestare servizio militare (il servizio civile non era ancora previsto come alternativa); questo portava all'impossibilità per la band di esibirsi nel circuito live internazionale.

### Gli anni d'oro
Nel 1985, a causa di alcune divergenze e problemi personali, il bassista Dario Carria e il batterista Erminio Galli lasciano la band per formare successivamente i Neurodeliri. Così il gruppo ingaggia il batterista Rob "Klister" Cabrini; dopo alcune prove, tuttavia, Cabrini abbandona la band e, viene sostituito da Don Andras; il cantante AC Wild decide di occuparsi lui stesso del basso.
Poco dopo essere entrati a far parte della Roadrunner registrano l'album The Day of Wrath che esce nel 1985 con la prestigiosa produzione dell'inglese Algy Ward, già con i Damned e con i Tank, poi l'album The Final Separation l'anno dopo riuscendo ad ottenere un buon successo; arrivando perfino a suonare in alcune date con i Venom. Ma il loro rapporto con la casa discografica olandese non fu idilliaco, come confermava il fatto di non inserire i testi nel disco, e di non dare la possibilità al gruppo di scegliere la copertina decidono di recidere il contratto. Questo periodo fu uno dei più critici per la band milanese, che fu definitivamente abbandonata da Don Andras a causa di problemi di salute. Questo fatto sancì il ritorno alla batteria di Rob "Klister". Passati alla Discomagic, fanno uscire il nuovo LP, IX, dove sono anche presenti una canzone dedicata al Milan (The Derby) e una a Ilona Staller (Ilona the Very Best). Nel 1988 Dario Carria, l'ex bassista si suicida, lasciando nello sgomento i numerosi fan italiani della band. Nello stesso anno i Bulldozer pubblicarono l'album Neurodeliri in sua memoria, considerato uno dei più rappresentativi della band, e che fu giudicato positivamente dalla critica italiana.
Nel 1990 registrano l'unico album live in Polonia a Katowice il 17 novembre 1989 davanti a migliaia di persone, Alive...in Poland che uscì nello stesso anno.

### Gli ultimi anni
L'ultimo concerto del gruppo si tenne a Milano al Prego davanti a 200 persone, il 1º dicembre 1990, poi il batterista parte per gli Stati Uniti per cercare fortuna musicale. Il gruppo decide di sciogliersi poco dopo. Tornato Klister, il gruppo non si riforma ufficialmente ma decide di fare un esperimento molto controverso e registra nel l'EP Dance Got Sick che è fortemente criticato sia dai fan che dalla critica. Il terzo brano dell'EP ottiene un grande successo in Giappone.

### I Bulldozer dopo i Bulldozer
Tuttora l'ex batterista Rob "Klister" Cabrini canta negli Sniffer Dog, gruppo che ha cercato la fortuna gettandosi sul genere nu metal. L'ex chitarrista Andy Panigada ha suonato la chitarra in alcuni brani dell'album Free Man di Steve Sylvester e ha collaborato in album dei Death SS, componendo alcune canzoni; è inoltre ospite in un assolo sull'album Bonarda Bastarda dei Longobardeath. AC Wild è editore, tra i vari generi trattati, inclusa la classica, pubblica in Giappone dischi dance ma non è produttore, ad esclusione dell'album di classica sperimentale VIVALDI, the Meeting con il batterista degli Slayer, Dave Lombardo. L'ex batterista Don Andras ha definitivamente abbandonato la scena musicale.

### Il ritorno
Fin dalla fine del 2007, nell'ambiente metal italiano si vociferava di una possibile riunione del gruppo. L'occasione venne offerta dalla trasferta giapponese di Panigada che, recatosi a Tokyo per assistere alla finale di Coppa Intercontinentale che vedeva impegnato il Milan, ebbe occasione di incontrare Contini e discutere del progetto. Contini pochi mesi addietro aveva suonato dal vivo alcuni brani dei Bulldozerer insieme ai Labyrinth durante una tournée in Giappone, avendo modo di apprezzare l'entusiasta reazione del pubblico. Rientrato in Italia Contini venne visto in compagnia di Panigada ad alcuni eventi metal in nord Italia (aprile 2008 a Maleo, maggio 2008 a Cusano Milanino), ove insieme confermarono ai fan la loro intenzione di "resuscitare" I Bulldozer. A fine anno è stato annunciato il titolo del nuovo album, "Unexpected Fate", uscito nel corso 2009. Rob Cabrini viene invitato nella reunion ma a causa di problemi di salute declina l'offerta. Alla batteria prenderà posto il giovane Manu, già con i thrasher Death Mechanism; inoltre Billy Sheehan ha preso parte alla registrazione del disco, apparendo in alcune tracce. Altri degli ospiti presenti nel disco sono Jennifer Batten, Kiko Loureiro e Olaf Thorsen e Anders Rain dei Labyrinth. Successivamente, il gruppo inizia a pianificare un tour, e a questo scopo viene assemblata una nuova line-up, dove ai tre membri già presenti si affiancano Giulio "Ghiulz" Borroni dei Profanatum/Faust alla chitarra e il figlio di Contini alle tastiere. Contini tuttavia, a causa di difficoltà legate all'età, non intende più suonare il basso dal vivo; a questo scopo viene chiamato il bassista Simone Fossato, sostituito poi nel 2011 da Alessandro Pozza, anch'egli dei Death Mechanism.

## Formazione

### Formazione attuale
- AC Wild (Alberto Contini) (1983 - attuale) - basso, voce, tastiere (e anche produttore)
- Andy Panigada (1980 - attuale) - chitarra
- Manu (2008 - attuale) - batteria
- Ghiulz (2009 - attuale) - chitarra

### Membri live
- Pozza (2011 - 2017) - basso
- G.C. (2009 - attuale) - tastiere

### Ex componenti
- Rob "Klister" Cabrini (1987-1990) - batteria
- Dario Carria (1980-1985) - basso
- Erminio Galli (1983-1985) - batteria
- "Don" Andras (Andrea Di Rienzo) (1985-1987) - batteria, voce
- Simone Fossato (2009–2011) - basso (solo live)

## Discografia

### Album in studio
- 1985 - The Day of Wrath
- 1986 - The Final Separation
- 1987 - IX
- 1988 - Neurodeliri
- 2009 - Unexpected Fate

### Album dal vivo
- 1990 - Alive... in Poland
- 2008 - Last Live Legend
- 2011 - ALIVE... in Poland 2011 (Back After 22 Years)

### Raccolte
- 1999 - The Years Of Wrath 1983-1990
- 2006 - Regenerated in the Grave
- 2013 - The Exorcism

### EP
- 1992 - Dance Got Sick
- 2014 - Jingle Hells (con i Death SS)

### Singoli
- 1984 - Fallen Angel

### Video
- 2013 - Neurospirit Lives
- 2021 - Heretic